# Можянца
Можянца (словен. Možjanca) — поселення в общині Преддвор, Горенський регіон, Словенія. Висота над рівнем моря: 679,1 м.